# Sant Quirze d'Arbúcies
Sant Quirze d'Arbúcies és una església gòtica d'Arbúcies (Selva) inclosa a l'Inventari del Patrimoni Arquitectònic de Catalunya.

## Descripció
L'església consta d'una sola nau amb capelles laterals, quatre en un costat i tres a l'altre. Està situada a la plaça de la Vila, i envoltada d'altres edificacions com l'Ajuntament i el Centre Cultural de Can Cornet.
L'accés al temple és des de la façana lateral, just als peus del campanar, de torre quadrada de dues plantes i cada cara està rematada per un frontis que conté una esfera de rellotge. Tot el conjunt acaba amb una torreta de base octogonal irregular producte de la remodelació de l'any 1959. La part inferior de la torre, té el parament de carreus de pedra ben tallats, que envolten la portalada rectangular, amb llinda també de pedra. El primer pis, la finestra és quadrangular també envoltada en pedra, a diferència de les altres que són amb arc de mig punt. Els extrems són coberts amb carreus ben tallats, mentre que el parament de la façana és arrebossat i pintat.
Malgrat la construcció posterior d'unes voltes d'arc de mig punt al davant de l'església, encara es pot veure parcialment la façana lateral, amb els contraforts originals de pedra i les petites finestres d'arc de mig punt que corresponen a cada capella.
A l'interior, la nau principal està coberta per diferents trams amb volta de creueria rematada en pedra i claus de volta al centre decorades. Al fons hi ha l'altar major amb una mesa i un baldaquí circular al damunt, que van ser col·locats l'any 1972. Un petit vitrall de colors dona llum a l'absis. A la dreta de l'altar s'accedeix a la sagristia. Les parets són pintades de blanc i hi ha elements de pedra que les obres del 1990 van permetre deixar visible el noble parament que havia estat arrebossat. A l'esquerra de l'entrada se situa el cor, amb una barana de fusta i il·luminat per una rosassa amb vitrall de forma floral, que antigament corresponia a la façana principal. Per damunt la volta i sota la balconada del cor hi ha una inscripció «Reparat a anno 1898», també a la paret del fons s'hi llegeix «restaurada anno 1941». Sota el cor es pot veure una clau de volta decorada amb una creu i la inscripció «Ego Sum».
Dels elements que decoren l'església trobem les imatges dels sants patrons, Quirze i Julita, obra de l'escultor barceloní Josep Espelta, que es col·locaren el 1943. L'altar del Sagrat Cor és del 1944 i el mateix any s'estrenà el sagrari de l'altar major, però segurament, el millor és l'altar de la capella de la Puríssima que es construí d'acord amb el projecte de Bartomeu Llongueras l'any 1948. La capella està situada al costat dret de la capella del Santíssim, al mur lateral esquerra de l'església. Es tracta d'un retaule d'alabastre on s'hi representen la Mare de Déu, Santa Teresa i Sant Lluís. Hi ha altres imatges que decoren les diverses capelles i que han anat variant amb els anys, però són de poc valor artístic. Cal destacar una clau de volta amb l'àngel de l'anunciació, situada a la primera capella de la dreta, la dels sants patrons.
La capella del Santíssim, fruit d'una ampliació de final del segle xix, es troba gairebé en front de l'entrada principal, en un lateral de la nau central. El 1944 es va erigir un altar en honor del Sagrat Cor de Jesús. El 1979 la capella va ser adaptada a la celebració eucarística dels dies feiners. Un nou sagrari guarda la reserva des de 1990. És de fusta de roure i té la porta decorada amb un relleu dibuixat per Mercè Junnoy i realitzat per l'ebenista Jaume Recarens. S'hi representen espigues de blat i raïms, símbols del pa i el vi eucarístics.
Entre la capella del Santíssim i la primera capella de l'esquerra, hi ha una trona de pedra, senzilla sense ornamentació en relleu construïda a la mateixa època que l'església.

## Història
El temple va ser consagrat el 6 de febrer de l'any 923 pel bisbe de Girona Guiu i probablement en va substituir un de més antic. Va ser edificat pel noble Giribert i el seu prevere Artemi i el sant escollit fou sant Quirze.
Una butlla del papa Lluci III de l'any 1185, diu que es confirma al Monestir benedictí de Sant Salvador de Breda «la possessió de les esglésies de Sant Quirze d'Arbúcies, amb totes les seves pertinences i les esglésies de Santa Maria de Lliors i sant Pere Desplà», i un dels drets que tenia el monestir era nomenar els rectors i controlar el seu servei.
A les acaballes del segle xiv, sembla que es realitzà una primera ampliació de l'església, la capella de Santa Maria data de 1328 i des de 1451 consta l'existència d'una altra capella lateral, la de Sant Climent. Entre els segles xvi, xvii i xviii es reconstruí totalment l'edifici que es trobava en mal estat. S'aprofitaren algunes parets, però s'enderrocà la volta i s'hi afegiren set capelles, quatre en un lateral i tres a l'altre. També es va construir el cor i el campanar. En la reconstrucció del segle xvii hi treballaren Bartomeu Brull i els seus fills Rafael i Antic. Es va fer en diverses etapes: la primera acabà el 1602, que devia incloure el presbiteri i l'altar major. La segona etapa consistí en la construcció de quatre capelles més, un cor i campanar. Finalment, la darrera ampliació va ser desplaçar el cor, guanyar espai on hi havia la façana principal, allargar l'església per ponent i suprimir el portal que hi havia, que es va fer durant els anys 1757 i 1766. Des d'aleshores el temple només té una entrada.
Durant la tercera guerra Carlina (1872-1876), l'església es va malmetre i fou ocupat diverses vegades com a caserna militar.
Al final del segle xix s'hi feren altres reformes i es construí la Capella Fonda o del Santíssim. La darrera intervenció, de 1959, es modificà el campanar –s'hi afegiren les quatre esferes del rellotge i la torreta de base octogonal irregular– i s'arrebossaren les parets laterals.
Després de la Guerra Civil, l'any 1939 l'edifici havia quedat gairebé sencer i només calgué moblar-lo de nou. L'acondicionament general es va acabar l'any 1941.
Antigament, l'església estava envoltada d'un cementiri que amb els segles va perdre terreny amb la construcció de la plaça, els carrers i les cases que envolten el temple.

## El retaule de sant Quirze i Sant Julita
L'església reconstruïda del segle xvi disposava d'un magnífic retaule gòtic d'una artista anònim. Fet de tremp sobre fusta, resenta el martiri de sant Quirze i de santa Julita. A mitjan segle xvii el van canviar a la capella del Roser. D'allà va desaparèixer al segle xix i el van posar a les golfes entre objectes inservibles per al culte. J. Aguiló el va adquirir i l'any 1916 el va vendre al Museu Nacional d'Art de Catalunya per quatre mil cinc-centes pessetes. Està compost per dos compartiments centrals i dos a cada costat. Manca la taula inferior del cos central i el sagrari de la predel·la. Ha patit molt pel desgast del temps i no està exposada.